# Real Madrid Club de Fútbol 1984-1985
Questa voce raccoglie le informazioni riguardanti il Real Madrid Club de Fútbol nelle competizioni ufficiali della stagione 1984-1985.

## Rosa
| N. |                   | Ruolo | Calciatore               |
| -- | ----------------- | ----- | ------------------------ |
|    | Spagna (bandiera) | P     | Miguel Ángel González    |
|    | Spagna (bandiera) | P     | José Manuel Ochotorena   |
|    | Spagna (bandiera) | P     | Agustín Rodríguez        |
|    | Spagna (bandiera) | D     | Chendo                   |
|    | Spagna (bandiera) | D     | Isidoro San José         |
|    | Spagna (bandiera) | D     | José Antonio Camacho     |
|    | Spagna (bandiera) | D     | Manuel Sanchís           |
|    | Spagna (bandiera) | D     | José Antonio Salguero    |
|    | Spagna (bandiera) | D     | Alfonso Fraile           |
|    | Spagna (bandiera) | D     | Juan José Jiménez Collar |
|    | Spagna (bandiera) | D     | Francisco Bonet Serrano  |
|    | Spagna (bandiera) | C     | Míchel                   |

| N. |                           | Ruolo | Calciatore           |
| -- | ------------------------- | ----- | -------------------- |
|    | Germania Ovest (bandiera) | C     | Ulrich Stielike      |
|    | Spagna (bandiera)         | C     | Ricardo Gallego      |
|    | Spagna (bandiera)         | C     | Juan Lozano          |
|    | Spagna (bandiera)         | C     | Martín Vázquez       |
|    | Spagna (bandiera)         | C     | Ángel de los Santos  |
|    | Argentina (bandiera)      | A     | Jorge Valdano        |
|    | Spagna (bandiera)         | A     | Emilio Butragueño    |
|    | Spagna (bandiera)         | A     | Santillana           |
|    | Spagna (bandiera)         | A     | Juanito              |
|    | Spagna (bandiera)         | A     | Francisco Pineda     |
|    | Spagna (bandiera)         | A     | Isidro Díaz González |